# Solidaridad, Sonora
Solidaridad är en ort i Mexiko.   Den ligger i kommunen Cajeme och delstaten Sonora, i den nordvästra delen av landet, 1 400 km nordväst om huvudstaden Mexico City. Solidaridad ligger 58 meter över havet och antalet invånare är 161.
Terrängen runt Solidaridad är platt åt sydväst, men åt nordost är den kuperad. Runt Solidaridad är det ganska tätbefolkat, med 80 invånare per kvadratkilometer. Närmaste större samhälle är Ciudad Obregón, 7,3 km väster om Solidaridad. Trakten runt Solidaridad består till största delen av jordbruksmark.